# Берлускони, Сильвио
Си́львио Берлуско́ни (итал. Silvio Berlusconiо файле; 29 сентября 1936, Милан, Королевство Италия — 12 июня 2023, Милан, Италия) — итальянский государственный и политический деятель, четырежды занимавший должность председателя Совета министров Италии (1994—1995, 2001—2005, 2005—2006, 2008—2011) — дольше всех в послевоенной Италии (9 лет), предприниматель.
Дебютировав в итальянской политике в возрасте 57 лет, Берлускони стал первым мультимиллиардером, возглавившим правительство европейского государства. Один из самых богатых людей Италии, страховой магнат, собственник банков и средств массовой информации, владелец контрольного пакета акций компании Fininvest. В конце 1970-х годов создал первую крупную сеть коммерческого телевидения в Европе. В течение 30 лет, с 1986 по 2016 год, был владельцем футбольного клуба «Милан». В 2011 году, по версии журнала Forbes, Берлускони с состоянием в 7,8 млрд долларов находился на 118 месте в рейтинге самых богатых людей мира, в 2005-м (год наивысшего результата) с 12 млрд долларов он был на 25 месте. По времени пребывания в должности премьер-министра в Итальянской Республике Берлускони является рекордсменом, а если учитывать Королевство Италию, то его обходят лишь Бенито Муссолини и Джованни Джолитти.
Берлускони принадлежит феноменальный рекорд в мировой политической истории: основав в январе 1994 года свою первую партию «Вперёд, Италия!», он всего через 60 дней вместе с ней выиграл в Италии общенациональные парламентские выборы.

## Молодые годы и бизнес
Сильвио Берлускони родился в Милане 29 сентября 1936 года в семье глубоко верующих католиков первым из трёх детей. Его родителями были банковский служащий Луиджи Берлускони (1908—1989) и домохозяйка Розелла Босси (1911—2008). Кроме самого Сильвио в семье были ещё сестра — Мария Антониетта (1943—2009) и брат — Паоло (р. 1949), впоследствии тоже предприниматель.

### Детство и юность
Семья Берлускони жила на улице Волтурно, в неблагополучном, грязном, криминализованном, полном бродяг и бездомных рабочем квартале Милана у железнодорожных путей — Изола («остров»). Квартал был словно заперт между двумя главными вокзалами города — «Порта Гарибальди» и Центральным. 6-летний Сильвио застал ковровые бомбардировки Милана, после того, как Италия при Муссолини вступила во Вторую мировую войну в качестве союзника гитлеровской Германии. Весной 1943 года семья антифашиста Луиджи Берлускони эвакуировалась в близлежащий южный кантон Швейцарии, отцу было опасно показываться на родине. Ездить поездом на работу в Милан через границу осмеливалась только мать, устроившаяся секретарём генерального директора Pirelli и ставшая единственным кормильцем в семье.
Затем Сильвио жил с матерью, бабушкой и дедушкой в деревне Ольтрона-ди-Сан-Маметте в 35 км к северо-западу от Милана. Там пошёл в школу, после занятий, как и многие сверстники в военной Италии, занимался случайными подработками, собирал картофель, помогал доить коров на соседней ферме. В качестве вознаграждения получал ведёрко с продуктом cajada, напоминающим йогурт, — это и был семейный ужин. Как только война закончилась, отец вернулся из Швейцарии, где скрывались многие итальянцы, домой. Тяжёлые годы детства научили Сильвио выживать в любых условиях, помогли овладеть разными ремёслами и закалили его характер.
Несмотря на то, что семья имела небольшой достаток, родители постарались дать своим детям приличное образование. Когда Сильвио исполнилось 12 лет, по решению родителей он поступил в католический лицей, — салезианскую школу Дона Боско, находившуюся тоже на улице Волтурно, в 2 км от дома. Нравы и дисциплина в школе отличались особой строгостью: каждое утро дети посещали мессу, потом уроки — математика, литература, латынь, древнегреческий язык, после обеда снова уроки, домой школьники возвращались ближе к шести часам вечера, оставшееся время уходило на домашние задания, из-за стола с учебниками Сильвио вставал к девяти вечера; на прогулки оставались только выходные.
Главный жизненный урок, полученный юным Берлускони у салезианцев, заключался в важности человеческой коммуникации: «Я осознал, насколько важно уметь взаимодействовать с людьми и находить общий язык с любым человеком». Одноклассники вспоминали, что уже подростком Сильвио имел предпринимательскую жилку, помогал ребятам выполнить домашнее задание в обмен на мелочь или сладости. В салезианской школе 12-летний Сильвио познакомился с Феделе Конфалоньери, годом младше себя, который стал его близким другом на всю жизнь, главным советником, возглавил коммерческое телевидение и холдинг компании Fininvest.
Лицей Берлускони окончил с благоприятными рекомендациями в 1954 году. После выпуска отец отвёз Сильвио на американское кладбище в Анцио, где на надгробиях были выгравированы имена военнослужащих, которым было всего по 22-24 года. У могил американских солдат и офицеров Луиджи Берлускони заставил сына дать клятву, что тот никогда не забудет жертвенного подвига заокеанских воинов, принесённого ради освобождения Италии от фашизма. С юных лет и в течение всей жизни Сильвио Берлускони почтительно относился к США и американским ценностям.
В 1954 году Берлускони поступил на юридический факультет Миланского университета. Будучи студентом, начал зарабатывать себе на жизнь — торговал хозяйственными товарами, писал курсовые работы для других студентов. Тогда же Сильвио увлёкся творческой деятельностью: был фотографом на свадьбах и похоронах, торговал пылесосами, вёл концерты, играл на контрабасе, пел на круизных судах и в ночных клубах, организовывал игры и был аниматором на борту, водил экскурсии для туристов по портовым городам. Нашёл время прослушать курс сравнительного правоведения в Сорбонне.
В 1961 году с отличием окончил университет. За дипломную работу по проблемам правового регулирования рекламного бизнеса ему была присуждена премия в размере 2 млн лир. Первое постоянное рабочее место Берлускони получил в 1957 году в строительной фирме Immobiliare costruzioni. Первую сделку по продаже недвижимости Берлускони заключил в 1961 году.

### Строительство и недвижимость
«Проект Edilnord дался мне тяжело, зато мы строились за пределами Милана. До этого я поклялся себе, что никогда больше не возьмусь ничего строить в Милане, потому что из-за политических и бюрократических сложностей моя работа превращалась в кошмар. Чтобы получить все разрешения на строительство дома в Милане, нужно было обойти множество инстанций. И обходить их надо было с конвертом наличности в зубах. Платить приходилось за каждый шаг, будь то сооружение канализации, установка новых уличных знаков или светофоров. Этому не было ни конца, ни края.
В начале 1960-х годов Италия переживала строительный бум, и молодой Берлускони решил попробовать свои силы в этой сфере деятельности, отвергнув предложение владельца миланского банка Rasini, где отец Сильвио дослужился до топ-менеджера, устроиться в банк кассиром. Первую компанию Cantieri Riuniti Milanesi (Союз застройщиков Милана) Берлускони основал в равных долях со строительным подрядчиком Пьетро Канали. Свою инвестиционную долю Сильвио сформировал благодаря помощи отца, который ради первого проекта сына — строительства жилых домов на миланской улице Альчиати — обналичил свои пенсионные накопления. Поддержку финансированием начинающему бизнесмену оказал банк Rasini (хозяин банка был приятелем семьи Берлускони), а часть средств поступила от швейцарского доверительного фонда из Лугано. Минимальный бюджет побудил Берлускони привлечь к проекту своих университетских друзей и родственников. При этом сам Сильвио, чтобы не тратиться на профессионалов, выступил в проекте одновременно в роли идейного вдохновителя, инвестора, финансового директора, администратора, переговорщика с чиновниками, организатора сделок, архитектора, декоратора, прораба, садовника, начальника отдела продаж, продавца и промоутера. В результате в построенных домах на улице Альчиати Берлускони с выгодой продал около 100 квартир и имел вдохновляющий коммерческий успех, позволивший ему с надёжными партнёрами энергично двигаться дальше в строительном бизнесе.
Основав в 1963 году вместе с рядом акционеров строительную компанию Edilnord со сложной и запутанной холдинговой структурой (впоследствии судебные следователи полагали, что непрозрачный стартовый капитал имел швейцарское происхождение), напористый и амбициозный 27-летний Берлускони задумал осуществить строительство жилых комплексов близ Милана. Сначала это был квартал в местечке Бругерио на северной окраине Милана, неподалёку от трассы «Формула-1». Там Берлускони столкнулся с непредвиденными сложностями. Из-за конъюнктурной стагнации в строительном секторе продать квартиры в розницу по одной не представлялось возможным, но Берлускони сумел продать весь кластер целиком римскому корпоративному пенсионному фонду. Этот успех оказался очень важен для выживания и перспективы компании Edilnord.
В 1968 году дома в Бругерио были достроены, все квартиры, приобретённые пенсионным фондом, удачно сданы в аренду, затраты всех участников проекта окупились и принесли прибыль. Циклический рынок недвижимости вновь двинулся в гору, и Берлускони основал новую компанию Edilnord Centri Rezidenziali Sas., получавшую финансирование от разных итальянских и зарубежных инвестфондов, в том числе от швейцарского доверительного фонда из Лугано. Берлускони приобрёл обширный земельный участок в 712 га на северной окраине Милана в Сеграте, чтобы реализовать идею строительства микрорайона «Милан 2» на 4000 жителей, с самыми совершенными технологиями городского комплексного планирования. Цена приобретённой земли была очень низкая, так как прямо над возводимым районом проходила посадочная линия аэропорта Линате, и невыносимый звук самолётов достигал громкости выше 100 децибел, затрудняя продажу квартир. Однако 30 августа 1973 года после многократных визитов Берлускони к чиновникам в Рим и организованных им петиций населения правительство Италии издало директиву, изменявшую траектории полётов в районе аэропорта Линате, и в том же году строительство первой очереди района «Милан 2» было окончено.
Отмечалось, что в ходе переговоров с чиновниками о различных лицензиях, разрешениях и согласованиях молодой Берлускони виртуозно использовал качества своей личности и арсенал излюбленных приёмов, позволявших ему и в дальнейшем удачно договариваться с кем-угодно: индивидуальный подход к собеседнику, обаяние, лесть, угодливость, фамильярность, артистизм, чувство юмора, хорошо подвешенный язык, умение ловко и в нужный момент подкрепить уговоры и обещания более весомыми аргументами. Если собеседницей была дама, то к этим приёмам добавлялось ещё обольщение или игра в обольщение. Один из главных принципов Берлускони — всегда сохранять оптимизм; от своих продавцов бизнесмен требовал «носить солнце в кармане». Помогала одарённому девелоперу разветвлённая сеть друзей, знакомых и родственников, интегрированных во всевозможные властные и финансовые структуры, что давало возможность решать любые проблемы и неформальным путём.
В ходе проекта Милан 2 в адрес Берлускони впервые прозвучали обвинения во взяточничестве и незаконном лоббировании своих бизнес-интересов. Сам он обвинения отвергал, а конкретных доказательств представлено не было. В 1973 году Берлускони, наживший на успешных продажах стремительно подорожавших квартир целое состояние, прославился на всю страну, приобрёл репутацию крупного застройщика, строительного магната, инноватора, принёсшего в Италию европейскую концепцию городов-спутников. На заработанные капиталы в том же году Берлускони не только сделал вложения в новые проекты, но и приобрёл роскошную 70-комнатную старинную виллу в городке Аркоре близ Милана, которая на всю жизнь стала его «резиденцией», центром принятия стратегических решений. Затем последовал проект «Милан 3», и строительный бизнес стал основной деятельностью Берлускони в течение 20 лет.

### Телевидение и СМИ
Критики Берлускони презирали его и считали продавцом мусора, человеком, который своим коммерческим телевидением убил итальянский кинематограф, человеком, которому удалось сохранить свою медиаимперию только благодаря дружбе с премьер-министром Беттино Кракси. Сторонники Берлускони видели в нём инноватора, прекрасного организатора и гения маркетинга с превосходной интуицией и необычно сильной способностью сопереживать простым людям. Он продавал амбиции и надежду на лучшую жизнь, он предлагал чистое, бесстыдное и одурманивающее веселье изголодавшимся по развлечениям итальянцам. Он продавал мечты. 
Продолжая заниматься недвижимостью, в середине 1970-х годах Берлускони вышел на новый, быстро набирающий обороты и перспективный рынок телекоммуникаций и средств массовой информации, который до этого был полностью закрыт для коммерческой деятельности. Первым его вложением в СМИ стала покупка в 1974 году доли акций общественно-политической газеты «il Giornale». До 1974 года итальянское телевидение, как и всюду в континентальной Европе, было государственным, однако и пять лет спустя после исторического решения Конституционного суда Италии государство по-прежнему запрещало частным телеканалам вещание в прямом эфире и выпуск телепередач новостей. Берлускони был первым, кто преодолел эти запреты. В 1978 году будущий медиамагнат приобрёл кабельный канал «Telemilano 58», который вещал на небольшую аудиторию в районе «Милан 2». К 1984 году Берлускони стал владельцем трёх общенациональных телевизионных каналов — «Canale 5», «Italia 1», «Rete 4», впоследствии все они вошли в гигантский холдинг «Mediaset». Это были первые итальянские коммерческие телеканалы, которые транслировались в Европе.
Для победы в конкуренции за телезрителя и рекламодателя с государственной телевизионной корпорацией RAI (состояла из трёх государственных каналов; но только она изначально имела право транслировать прямой эфир и выпуски новостей) в 1979 году Берлускони основал компанию Rete Italia и начал приобретать телевизионные права на американский развлекательный контент: голливудские блокбастеры, сериалы (напр. «Даллас», «Династия»), комедии, мыльные оперы и телеигры. На коммерческих телеканалах Берлускони стали вещать практически круглосуточно, с утренним эфиром для домохозяек, с ночным эфиром, где впервые в Италии стали показывать шоу-варьете с полуобнажёнными танцовщицами. Именно на телеканалах Берлускони в Италии впервые внедрена технология «Техниколор» и появилось цветное телевидение. Все эти меры вызвали массовый приток телеаудитории. Значительно повысилось качество рекламных роликов, плата за их размещение была поставлена в зависимость от улучшения динамики продаж, были введены гибкие дисконтные программы для рекламодателей, — всё это дало существенное преимущество перед государственным телевидением RAI.
В конце 1970-х годов Берлускони учредил новую семейную компанию Fininvest, которая стала специализироваться на всех его проектах в телевизионной сфере. Берлускони произвёл переворот в национальном телевидении: оно предлагало склонным к традиционализму патриархальным и набожным итальянцам альтернативный гедонистический образ жизни, пропитанный культом потребления и «неуёмным напористым американским оптимизмом». Вместе с тем итальянская интеллигенция, немалое число политиков и общественных деятелей критиковали Берлускони за низкопробные американскую кинопродукцию и мыльные оперы, за скверный вкус, за приверженность чуждым культурным ценностям. Противники Берлускони были недовольны, что его телеканалы забирают у госкорпорации чересчур много рекламных денег, обращали внимание на то, что свою национальную сеть амбициозный бизнесмен вообще развернул незаконно; что его «медиаимперия» должна была работать исключительно в региональных рамках, поскольку право на телевещание в масштабах страны имеет только государственная монополия RAI. В 1984 году по жалобе госкорпорации судебные органы арестовали телепередатчики Берлускони. В затяжном юридическом и политическом противостоянии между Берлускони и госкомпанией RAI (которую поддерживали христианские демократы и коммунисты) решающую помощь телемагнату оказал его друг, премьер-социалист Беттино Кракси. Глава правительства издал экстренный указ о возобновлении трансляций, получивший известность как «Закон Берлускони». Впоследствии миллиардера подозревали в подкупе премьера Кракси, отношения же Берлускони с двумя крупнейшими политическими партиями Италии — ХДП и ИКП, к которым он по многим причинам (включая ханжество и нерыночный протекционизм) и ранее относился с неприязнью, стали враждебными. Официально дуополия, то есть равноправное вещание общественных и частных телеканалов, была установлена в Италии новым законом о СМИ только в 1990 году.
В 1979 году Берлускони создал крупный архив кинофильмов, где сделал удачный маркетинговый ход. Право показа кинофильмов владелец предоставлял телеканалам только при условии размещения ими рекламы, производимой компанией Publitalia, собственником которой также был Берлускони. Это позволило ему завоевать лидирующие позиции на динамично развивающемся рынке телевизионной рекламы и войти в десятку богатейших людей Италии. В последующие годы группа распространяется в Европе: во Франции в 1986 году основана «La Cinq», в Германии в 1988 году — «Tele 5» и в Испании в 1990 году — «Telecinco». Внедряя свои коммерческие телеканалы в крупных странах Старого света, Берлускони пришлось преодолевать сопротивление исполнительных и законодательных властей, ввязываться и побеждать во множестве конфликтов интересов, благодаря чему к началу 1990-х годов влиятельный итальянский миллиардер стал хорошо известен в Европе. Проведя ребрендинг медиаимперии, Берлускони объединил все медийные активы в публичной компании Mediaset, начальная цена которой на фондовом рынке составила эквивалент 4 млрд евро. Таким образом Берлускони впервые вошёл в список Forbes, его имя стало упоминаться в одном ряду с Рупертом Мердоком.

### Футбол
20 февраля 1986 года Берлускони купил футбольный клуб «Милан», который переживал не лучшие времена. Этот этап стал олицетворением успехов «Милана». Под его руководством клуб 8 раз становился Чемпионом Италии, 5 раз победителем Лиги чемпионов и трёхкратным обладателем Межконтинентального кубка по футболу.
В 2016 году Берлускони продал контрольный пакет акций футбольного клуба китайским инвесторам. В апреле 2017 года стало известно, что пул инвесторов выкупил 99,93 % акций «Милана» за 740 млн евро. Тогда же Берлускони попрощался с футболистами и болельщиками, выразил уверенность, что с новыми владельцами укрепится финансовое положение клуба и будут достигнуты новые спортивные успехи.
28 сентября 2018 года Берлускони стал владельцем итальянского футбольного клуба «Монца», выступавшего в третьем по силе дивизионе итальянского футбола.

### Диверсификация бизнеса
В 1978 году Берлускони основал холдинговую компанию Fininvest, которая объединила все его медийные активы. Бизнес-империя стремительно расширялась.
В начале 1990-х годов Берлускони осуществил диверсификацию бизнеса, выделив как магистральные строительное, медийное, торговое, финансовое и футбольное направления.
Ещё в начале 1980-х годов успешный предприниматель открыл один из первых в Италии супермаркетов «Джирасоле» («Подсолнух»). В 1988 году Берлускони стал владельцем сети самых крупных универмагов в Италии «La Stando».
С 1990 года Берлускони — совладелец издательского треста Arnoldo Mondadori Editore, что дало ему контроль над 40 % итальянского рынка журналов.
Кроме СМИ в его «империю» входили страховые компании, магазины, инвестиционные и пенсионные фонды. В конце 1990-х годов стоимость консолидирующей компании Fininvest, объединяющей компании и фирмы различного профиля, на фондовом рынке превысила эквивалент 30 млрд евро.
В 1992—1993 годах быстро развивающийся бизнес Берлускони привлёк пристальное внимание итальянских правоохранительных органов, где полагали, что его успехи включают в себя коррупционный компонент. Следственные судьи Милана возбудили около 10 самостоятельных расследований деятельности компаний Берлускони в области строительства, недвижимости и медиа. Запущенное судебное преследование, совпавшее с другими крупными коррупционными скандалами в Италии, уголовным делом близкого друга миллиардера, экс-премьера Кракси и операцией «Чистые руки», рассматривается как одна из причин начала в 1993 году политической деятельности Берлускони. Сам миллиардер, мотивируя своё вступление в политику, назвал желание сократить вмешательство государства в экономику, укрепить позиции свободного рынка и бизнеса, снизить налоги, повысить достаток каждого гражданина Италии. Римская штаб-квартира Берлускони стала размещаться в Палаццо Грациоли.
Как стало известно из мемуаров высокопоставленных сотрудников советского КГБ, ещё в середине 1970-х годов строительный и медиамагнат Берлускони впервые попал в поле зрения советской внешней разведки; на одном из публичных приёмов с ним удалось завязать знакомство резиденту советских спецслужб в Южной Европе Геворку Вартаняну, легализовавшемуся в Италии под видом успешного торговца персидскими коврами.

## Политическая карьера
На момент дебюта Сильвио Берлускони в большой итальянской политике ему исполнилось 57 лет. Берлускони установил феноменальный рекорд в политической истории крупных демократических государств мира. Создав «с нуля» в январе 1994 года свою первую политическую партию «Вперёд, Италия!» (название было заимствовано из футбольной кричалки), Берлускони всего через 60 дней вместе с ней выиграл в 60-миллионной Италии общенациональные парламентские выборы.

### Глава правительства (1994—1995)
В 1994 году Берлускони основал политическое движение «Вперёд, Италия!», преобразованное в 1996 году в партию. Основными партийными ценностями Берлускони провозгласил веру в свободный рынок, бизнес и конкуренцию, в сильную личность, в предприимчивость и инициативу каждого итальянца, в эффективное высокотехнологичное производство, в семью, в социальное равенство, основанное на правосудии и свободе. Подчеркнул важность сохранения итальянских традиций и помощи слабым людям. Призвал бороться с финансовыми, юридическими и бюрократическими притеснениями итальянцев. Важными качествами нового итальянского общества Берлускони назвал отсутствие межклассовых распрей и войн, трудолюбие, щедрость, солидарность, терпимость и взаимоуважение. В программной речи лидер использовал и тезисы Мартина Лютера Кинга о справедливости и прогрессе. С резкой критикой обрушился на левые партии Италии, прежде всего на коммунистов, идеологический багаж которых Берлускони считал в корне противоречащим идее свободного рынка.
На телеэкранах Сильвио предстал перед итальянцами в имидже обаятельного, умиротворяющего, образцового миллиардера, добившегося всего в жизни своими талантами и трудами. В 10-минутном предвыборном видеоролике излучающий успех Берлускони сидел на фоне семейных фотографий в просторном кабинете своей виллы, — так, словно он уже премьер-министр. На Берлускони был двубортный пиджак Brioni в тонкую полоску, накрахмаленная белая сорочка и синий галстук в фирменном партийном стиле. В Италии внешний вид, одежду и обувь политика принято тщательно изучать с головы до пят, включая нижнее бельё. И каким-то образом прессе стало известно, что Сильвио предпочитает тесные трусы-плавки, акцентирующие мощные гениталии, что в глазах избирателей тоже выгодно отличало его от конкурента Проди, который носил свободные «боксёры». Себя Берлускони в ролике описал как приверженца политических инноваций, экономического либерализма и личной свободы.
На парламентских выборах 27 марта 1994 года движение Берлускони получило более 8 млн голосов или 43 %, тут же он создал коалицию правоцентристских партий (в которую вошли также крайне правые — неофашисты (идеологические наследники Муссолини) и Лига Севера, называвшая себя «постфашистами»), получившую большинство в парламенте — 366 из 630 мест. 11 мая 1994 года лидер коалиции принёс присягу в качестве премьер-министра Италии. Берлускони стал первым в Европе премьер-министром с многомиллиардным состоянием.
Вскоре правительство провело через парламент закон, гарантирующий Берлускони и высокопоставленным министрам иммунитет от преследования, пока они находятся у власти. Позднее этот закон был отменен Конституционным судом. Некоторые из сторонников Берлускони, включая крайне правую партию Лигу Севера, выступали за существенные изменения в иммиграционной политике. В связи с этим были предприняты меры с переменным успехом. Правительство после вступления в силу противоречивого закона «Босси-Фини», контролирующего иммиграционные потоки, выразило желание кооперироваться с другими странами в Средиземноморском регионе с целью ограничения нелегальных потоков иностранных мигрантов, главным образом из Африки, пересекающих морские границы Италии в перегруженных лодках и паромах, рискуя своими жизнями и зачастую теряя их.
8-9 июля 1994 года в Неаполе Берлускони в качестве премьера принимал ежегодный саммит «Большой семёрки», где среди его партнёров по переговорам были Билл Клинтон, Джон Мейджор, Франсуа Миттеран, Гельмут Коль. Историческое значение имело первое в истории приглашение на саммит G7 президента России. По инициативе Берлускони Борис Ельцин впервые участвовал во втором дне встречи глав ведущих государств мира, что положило начало интеграции России в «Большую семёрку» и превращения её в «восьмёрку». 14 октября 1994 года при непосредственном участии Берлускони был подписан Договор о дружбе и сотрудничестве между Россией и Италией.
22 ноября 1994 года Берлускони предстояло вести саммит ООН в Неаполе с участием генерального секретаря ООН и делегаций из 140 стран; на повестке дня стояла борьба с организованной преступностью. Тема форума вызывала язвительные насмешки в итальянской политэлите и СМИ с недвусмысленными намёками на мутное происхождение богатства самого Берлускони. Утром 22 ноября газета Corriere della Sera в первополосной статье «Берлускони под следствием в Милане» сенсационно сообщила, что в отношении премьера возбуждено судебное расследование в связи с подкупом налоговых инспекторов, которые будто бы получали денежные средства от компаний миллиардера и с его ведома. Вместо того, чтобы направить повестку в суд Берлускони по официальным каналам, окружной прокурор Милана Франческо Борелли, как это практикуется в Италии, заранее дал утечку информации в прессу. Участие Берлускони в саммите ООН в Неаполе было сорвано, премьер-министр в день, когда к нему приковано всеобщее внимание, был опозорен на глазах мировой и итальянской общественности. В ходе судебного следствия Берлускони первоначально был признан виновным в подкупе налоговых инспекторов, однако затем оправдан по апелляции. Но судьба премьер-министра, против которого был настроен также и близкий к левым кругам президент Италии Скальфаро, оказалась уже решена.
Деятельность первого правительства Берлускони продлилась менее года. В декабре фракция Лига Севера вышла из правительственной коалиции из-за разногласий по поводу федерализации Италии. Потеряв большинство в парламенте, правительство Берлускони в январе 1995 года ушло в отставку. Следующие 6 лет Берлускони как политик находился в тени; вспоминая об этом периоде, назвал его «моими годами в пустыне». В 1994—2001 годах Берлускони являлся депутатом Европарламента.
В 1995 году в отношении Берлускони проводилось расследование по обвинению в подделке финансовых документов и махинациях с банковскими счетами — на что, как предполагали, миллиардер пошёл ради приобретения известного футболиста для своего клуба «Милан». В октябре 1995 года миланская прокуратура выдвинула против Берлускони и ещё нескольких менеджеров компании Fininvest обвинения во взяточничестве и коррупции, на что Берлускони реагировал репликой «Мы живём в полицейском государстве». Вскоре Берлускони оказался под следствием за подкуп Беттино Кракси в бытность того премьер-министром: в рамках операции «Чистые руки» следователями было выявлено несколько швейцарских банковских счетов, через которые компания Fininvest предположительно переводила деньги в Тунис, где на своей вилле укрылся экс-премьер и давний друг Берлускони. Все скандальные подробности расследований ещё до их завершения публиковались в итальянских СМИ. На муниципальных и областных выборах 1995 года партия Берлускони потерпела поражение.
Следующие общенациональные выборы, состоявшиеся в 1996 году, были выиграны противником Берлускони — левоцентристом Романо Проди. Хотя партия «Вперёд, Италия!» получила те же почти 8 млн голосов из 15,8 млн, всего поданных за правоцентристов, прежние политические союзники отказались объединяться в парламентскую коалицию с партией Берлускони. Летом 1996 года Берлускони удачно продал подорожавшие пакеты акций компании Mediaset трём новым владельцам — принцу Саудовской Аравии, южноафриканскому миллиардеру Иоганну Руперту и немецкому телемагнату Лео Кирху, капитализация компании вскоре выросла до эквивалента 30 млрд евро. После чего Берлускони, разрывавшегося между политикой и бизнесом, стали называть в Италии «ходячим конфликтом интересов».

### Лидер оппозиции (1996—2001)
Возглавив оппозицию, Берлускони принял участие в работе двухпалатной парламентской комиссии по конституционной реформе, учреждённой в 1997 году под председательством Массимо Д’Алемы, а в 1999 году добивался от президента Чампи помилования бывшего премьер-министра Беттино Кракси.
После серии судебных расследований в отношении себя участие Берлускони в разработке поправок к Конституции восстановило престиж экс-премьера в общественном мнении и создало благодатные условия для его возвращения в большую политику. Берлускони снова начали воспринимать как лидера правоцентристов. В 1999 году партия Берлускони «Вперёд, Италия!» победила на выборах в Европейский парламент, а в 2000 году объединившаяся под крылом Берлускони коалиция смогла одолеть правящие партии на муниципальных и областных выборах в Италии. В ходе предвыборной кампании Берлускони совершил пафосный агитационный тур вдоль побережья Италии на круизном лайнере, принявшем название «Корабль свободы». Правительство премьера д’Алемы, бывшего лидера коммунистов, вскоре ушло в отставку.

### Глава правительства (2001—2005)
Весной 2001 года в Италии стартовала кампания по выборам парламента и нового премьер-министра. Берлускони провёл энергичную кампанию, сопровождавшуюся интенсивной телерекламой и роликами узнаваемых медиаперсон каналов Mediaset. Все 10 миллионов семей граждан Италии обнаружили в своих почтовых ящиках 125-страничный цветной глянцевый проспект, посвящённый личности и деятельности Берлускони, — фактически избиратели получили ёмкую книгу о лидере правоцентристов. На это издание Берлускони потратил 26,5 млн долларов. Предвыборные обещания Берлускони включали сокращение налогов и бюрократического аппарата, увеличение пенсий, создание миллиона новых рабочих мест, борьбу с нелегальной иммиграцией. Предполагалось провести реформы систем образования и здравоохранения, судебной системы. Учащиеся должны были получить возможность оплачивать учёбу в частных школах с помощью государственных ваучеров. Медицинское обслуживание должно было стать частично платным. В прямом эфире на ток-шоу государственного телеканала Берлускони подписал «Контракт с итальянцами», письменно подтвердив планы по снижению налогов и созданию рабочих мест. В случае невыполнения обязательств Берлускони обещал добровольно уйти в отставку. Парламентские выборы 2001 года привели к победе крупнейшей итальянской правоцентристской коалиции — Дом свобод, и Берлускони вновь возглавил правительство Италии, которое действовало с 11 июня 2001 по 23 апреля 2005 года.
Первым крупным международным мероприятием, в котором принял участие Берлускони, был саммит НАТО в Брюсселе 13 июня 2001 года, на котором итальянский премьер познакомился с недавно избранным президентом США Джорджем Бушем-младшим. Ещё со времён развёртывания медиабизнеса Берлускони открыто симпатизировал США, восторгался и пропагандировал в Италии всё американское. На этой почве завязалась дружба с Бушем, подкреплённая решительной поддержкой Берлускони нового дорогостоящего американского плана противоракетной обороны, системы которой предстояло разместить на территории союзников США в Европе, в том числе в Италии (во Франции и Германии этот план вызвал скептическое отношение). На следующий день на саммите Евросоюза в Гётеборге, несмотря на протесты антиглобалистов, среди которых были и итальянцы, Берлускони снова поддержал Буша в планах расширения НАТО на восток. Хотя Берлускони и был удивлён прямолинейным напором Буша, он отдавал себе отчёт, насколько внешняя политика Италии зависит от США и его личных отношений с американским лидером. Признаваясь Бушу в любви к Америке, Берлускони высоко оценил, что именно американские солдаты освободили Италию в ходе Второй мировой войны, благодаря американскому плану Маршалла Италия преодолела нищету и укрепила свою экономику после войны, итальянцы стали жить в достатке, и для поколения Берлускони Америка всегда оставалась «маяком свободы». С самого начала деятельности своего второго правительства Берлускони принял откровенно проамериканский курс, чем восстановил против себя все традиционно влиятельные левые партии в Италии.
20 июля 2001 года Берлускони принимал в Генуе саммит Большой восьмёрки с участием Буша, Блэра, Шрёдера, Ширака, Кретьена, Коидзуми; с вечерней программы впервые к мировым лидерам присоединился и Владимир Путин. Берлускони произнёс речь о необходимости помощи африканским государствам, пообещал направить 1,2 млрд долларов из итальянского бюджета на борьбу со СПИДом и прочими эпидемическими болезнями. Саммит проходил на фоне мощных протестов нескольких десятков тысяч съехавшихся со всего мира антиглобалистов и анархистов, которым противостояли 20 тысяч полицейских. Центр Генуи превратился в зону конфликта. Силы правопорядка применили силу, около 200 демонстрантов были ранены, а один из протестующих, 20-летний парень, бросивший в полицейских огнетушитель, убит. За жестокие меры полиции Берлускони, который и сам воспринял трагедию близко к сердцу, был подвергнут острой критике в прессе, после чего выдвинул идею в будущем проводить встречи «восьмёрки» вдали от больших городов.
Масштабные теракты 11 сентября 2001 года в США, которые были восприняты как вызов всему человечеству, надолго заставили мировых лидеров сконцентрироваться на проблемах борьбы с международным терроризмом. Берлускони одним из первых выразил сочувствие Бушу и постоянно находился с ним на связи. Решение США в 2003 году начать войну в Ираке с целью свержения Саддама Хусейна под предлогом обладания им химическим оружием массового поражения не вызвало восторга у Берлускони. Он попытался переубедить Буша и удержать того от кровопролитного вторжения в Ирак. С этой целью Берлускони не менее пяти раз связывался с ливийским лидером Муаммаром Каддафи и почти уговорил его принять у себя Саддама и предоставить ему убежище в Ливии, разрядив тем самым ситуацию вокруг Ирака, где могла произойти мирная смена режима. 75 % итальянцев не поддерживали вступление страны в антисаддамовскую коалицию, согласно своей Конституции Италия вообще не имела права вести наступательные военные действия. Берлускони исходил из того, что границы Ирака весьма условны, три основные этнические группы давно конфликтуют между собой, около 65 % населения страны неграмотно, а потому провести всенародные выборы и построить демократию в Ираке невозможно. Следовательно, считал Берлускони, Ираку нужен твёрдый режим, во главе которого стоял бы достаточно авторитарный руководитель, но не кровавый диктатор. 30 января 2003 года, прибыв с визитом в Вашингтон, Берлускони всеми средствами, включая специально придуманную басню с аллегорическими образами животных, пытался заинтересовать Буша своей идеей «сослать» Саддама в Ливию. Вместе с тем итальянский премьер настаивал, чтобы возможные военные действия осуществлялись на основе международного права и новой резолюции Совбеза ООН. Однако на встрече с Берлускони Буш был настроен неумолимо, назвал Саддама смертельной угрозой для человечества, который должен быть уничтожен. Берлускони вынужден был признать провал своей миссии. Несмотря на то, что Берлускони продолжал считать вторжение «Коалиции доброй воли» в Ирак ошибкой, как надёжный союзник США он публично поддержал операцию, начавшуюся 20 марта 2003 года в обход Совбеза ООН.
Италия предоставила 3200 военнослужащих, итальянский контингент в Ираке был четвёртым по численности. За период войны в Ираке погибло 30 итальянских солдат. Италия, несмотря на неоднократные захваты заложников из числа итальянских граждан, долгое время продолжала придерживаться союзнических обязательств. 15 марта 2005 года, после гибели в Ираке от «дружественного огня» американцев агента итальянской разведки Николо Калипари, успешно освободившего заложников, и разразившейся вслед за трагедией критики в обществе, Берлускони объявил о полном выводе к сентябрю 2005 итальянского воинского контингента из Ирака. Но уже через сутки под давлением партнёров по коалиции — США и Великобритании — отозвал своё заявление. После прихода к власти левоцентристов новый премьер-министр Р. Проди объявил о выводе войск из Ирака к ноябрю 2006 года.
1 января 2002 года в Италии была введена в обращение общеевропейская валюта евро. Результатами вхождения в еврозону стали рост цен и снижение покупательной способности населения. «Решение ввести единую европейскую валюту, в конечном счёте, принесёт позитивные эффекты, но, в то же время, оно имело значительное негативное влияние», — позже сказал Берлускони.
Выборы в Европейский парламент 2004 года оказались особенно тяжёлыми для Берлускони. «Вперёд, Италия» потеряла около 1 млн голосов по сравнению с выборами 1999 года и около 4 млн относительно её результатов на парламентских выборах 2001 года. Координатор партии Сандро Бонди в интервью журналисту Бруно Веспа назвал в числе основных причин поражения несовершенную кадровую политику: «Мы часто подбираем партийных функционеров, но не представителей общества».
В начале деятельности Берлускони на посту премьер-министра его рейтинг составлял 45 %, к маю 2004 года рейтинг опустился до 25 %.

#### Роль Берлускони в создании совета Россия-НАТО
По оценкам отставных американских дипломатов, в 2001—2003 годах Берлускони сыграл существенную роль посредника между Бушем и Путиным. Итальянский премьер политически сблизил лидеров США и России после терактов 11 сентября 2001 года и способствовал потеплению отношений между сверхдержавами. Именно тогда при участии Берлускони появилась идея создания Совета Россия-НАТО и подключения Москвы к международному сотрудничеству по борьбе с терроризмом. Инициированное Берлускони потепление между США и Россией продолжалось вплоть до 20 марта 2003 года, когда, проигнорировав позицию Москвы и Пекина, в обход Совбеза ООН антисаддамовская коалиция вторглась в Ирак.
В 2002 году, по оценке Путина, Берлускони приложил большие усилия для подписания 28 мая 2002 года на военной базе Пратика-ди-Маре близ Рима соглашения на высшем уровне между Россией и НАТО о создании единого координационного совета, которое, как тогда расценивалось, поставило точку в «холодной войне». Совет Россия-НАТО, начавший функционировать после саммита в Италии, 6 лет способствовал координации усилий НАТО и России в Афганистане, на других направлениях борьбы с международным терроризмом. После войны России и Грузии из-за Южной Осетии 2008 года в качестве ограничительной меры против России страны НАТО приостановили работу Совета, а после аннексии Крыма Россией в 2014 году и событий на востоке Украины этот Совет, как и вся идея долгосрочного партнёрства между Россией и НАТО, остались только в воспоминаниях. Уже находясь в отставке, Берлускони в 2015 году сказал: «В том, что касается Украины, я совершенно не согласен с политикой Европейского союза и Соединённых Штатов, а также с мерами, принятыми НАТО. Жители Крыма разговаривают на русском языке, и они проголосовали на референдуме за присоединение к родной матушке России. Вводить санкции — неверное политическое решение. Изгнание России из „Большой восьмёрки“ не решает проблему. Поведение западных лидеров относительно ситуации вокруг Украины может привести к повторной изоляции России, в которой она находилась до саммита в „Пратика-ди-Маре“». Тем не менее, анализируя в целом исторические события с участием Берлускони (Ближний Восток, «арабская весна», борьба с терроризмом), Путин подчёркивал, что даже в тех ситуациях, когда убеждения Берлускони не совпадали или противоречили позиции США, итальянский премьер в практической политике, как надёжный союзник «евроатлантистов», всегда оставался на стороне Европы и НАТО.

### Глава правительства (2005—2006)
4 апреля 2005 года коалиция Берлускони «Дом свобод» проиграла региональные выборы левоцентристскому блоку Романо Проди «Союз» (уступив в 12 из 14 областей, правоцентристы сохранили за собой только Ломбардию и Венецию). После поражения из правительства вышли представители Союза христианских демократов и центра и Новой социалистической партии, спровоцировав правительственный кризис. 20 апреля 2005 года второе правительство Берлускони ушло в отставку, пробыв у власти 1412 дней и став самым долгоживущим правительством республиканского периода в истории Италии. 23 апреля 2005 года приняло присягу третье правительство Берлускони, остававшееся у власти до 17 мая 2006 года. За время деятельности этого правительства спред между стоимостью долгосрочных бонов итальянского казначейства и десятилетних федеральных казначейских обязательств ФРГ вырос с показателя 15,2 пунктов до 30,5, что свидетельствовало об ухудшении финансового положения Италии.

### Избирательная кампания 2006 года
Выборы 9—10 апреля 2006 года проходили по новому избирательному «закону Кальдероли», принятому по инициативе Берлускони, согласно которому партия или коалиция, получившая наибольшее количество голосов на выборах в палату депутатов, занимает не менее 340 из 630 мест в парламенте. К выборам Италия пришла со стагнирующей экономикой. По статистике, в 2001 году темпы экономического роста Италии составляли 1,8 %, а в 2005 году около 0 %. Это был самый низкий показатель среди всех стран Евросоюза. Оппозиция возлагала вину за стагнацию в экономике на правительство Берлускони.
В марте 2006 года, в ходе официального визита в Соединённые Штаты, Берлускони выступил с речью в Конгрессе, такой чести ранее удостаивались только итальянские премьеры Де Гаспери, Беттино Кракси и Джулио Андреотти. Берлускони поблагодарил США за освобождение Италии от фашизма и германского нацизма во Второй мировой войне, а также за план Маршалла и помощь в защите от советской угрозы в период «холодной войны». Заявил, что единая Европа не должна искать свою идентичность в противостоянии с США; получасовое выступление прерывалось аплодисментами восемнадцать раз. В декабре 2010 года был рассекречен и опубликован WikiLeaks документ посольства США в Италии, который выявил, что выступления в Конгрессе были явно согласованы Берлускони с Бушем в октябре 2005 года ради избирательной кампании, с целью, чтобы итальянский премьер смог продемонстрировать на предстоящих выборах свою проамериканскую позицию, контрастирующую с проевропейской позицией Р. Проди.
Исход выборов 2006 года до конца подсчёта голосов было трудно предсказать, в результате с небольшим перевесом победила левоцентристская коалиция во главе с Проди. Премьер Берлускони попытался оспорить результаты в суде, потребовав пересчёта спорных бюллетеней. Однако Высший кассационный суд Италии подтвердил официальные результаты выборов.

### Народ свободы: в оппозиции (2006—2008)
25—26 июня 2006 года состоялся конституционный референдум по вопросу деволюции итальянской политической системы, инициированный Берлускони ещё в период его пребывания у власти. Большинство избирателей ответили на предложенный им вопрос отрицательно.
18 ноября 2007 года было провозглашено создание партии Народ свободы, в феврале 2008 года партия Берлускони «Вперёд, Италия», Национальный альянс и несколько мелких партий вошли в неё на правах федерации.

### Глава правительства (2008—2011)
После 18 месяцев правления предыдущего хозяина Палаццо Киджи Романо Проди, 6 февраля 2008 года президент Джорджо Наполитано объявил о роспуске парламента. Роспуск парламента стал следствием начавшегося 24 января политического кризиса, когда Сенат не выразил доверия кабинету Проди, и тот подал в отставку.
13—14 апреля 2008 года прошли парламентские выборы, на которых Берлускони одержал победу в обеих палатах парламента Италии. Предвыборная кампания, в течение которой участники большое внимание уделяли вопросам фискальной политики, по мнению ряда наблюдателей, отличалась необычайной агрессивностью. Новизна ситуации для Берлускони состояла в том, что в отношении него были официально выдвинуты обвинения в противоправной деятельности, в том числе в оказании давления на прессу и подкупе депутатов парламента с целью добиться падения правительства Проди.
После парламентских выборов 2008 года в коалиции с «Лигой Севера» и её южным аналогом партией «Движение за автономию», партия «Народ свободы» сформировала правительство: 8 мая 2008 года Берлускони официально назначен Председателем Совета министров Италии.
30 августа 2008 года ливийский лидер Муаммар Каддафи и Берлускони подписали Договор о дружбе и сотрудничестве в городе Бенгази. Этот договор представлял собой основу для партнёрства между двумя странами и включал в себя компенсацию Италией 5 млрд долларов в пользу Ливии в качестве компенсации за военную оккупацию с 1912 по 1943 год. В обмен Ливия обязывалась принять меры по борьбе с нелегальной иммиграцией от её берегов, а также намеревалась поощрять инвестиции в итальянские компании.
В 2009 году созданное за два года до этого движение «Народ свободы», в которое вошли партия Берлускони «Вперед, Италия», Национальный альянс и несколько мелких партий, окончательно оформилось в политическую партию. Во всех предвыборных кампаниях, начиная с 2001 года, Берлускони и его политические партнёры указывали на взаимосвязь между иммиграцией и преступностью. В сентябре 2009 года фракция «Народа свободы» при поддержке «Лиги Севера» провела через парламент ряд законов, направленных против нелегальных иммигрантов, проникающих из Африки, Азии, Латинской Америки и стран Восточной Европы в Италию по воздуху, суше и морю в поисках рабочего места и благополучной жизни. Было объявлено чрезвычайное положение по отношению к лагерным стоянкам кочевого населения в крупных городах и вокруг них на землях областей Кампании, Лацио, Ломбардии, позже — Пьемонта и Венето. Согласно новым законам, все иммигранты, нелегально находящиеся на территории Италии, подлежат уголовной ответственности в форме крупных штрафов, заключения в центры временного пребывания и выдворения из страны. Данные законы вызвали критику среди итальянских левоцентристских политиков и интеллектуалов, а также у международных правозащитных организаций и ООН.
По итогам 2009 года ВВП Италии снизился на 5,5 %, однако Берлускони продолжал делать оптимистические заявления. Некоторое время премьеру удавалось воодушевлять итальянцев. Когда в стране начался рост безработицы и участились банкротства, многие стали понимать, что положение в Италии, захваченной Мировым экономическим кризисом, гораздо тревожнее, чем им внушает глава правительства. Инвесторы опасались, что Италия вот-вот может объявить дефолт по своим внушительным внешним долгам. Государство стало постепенно, но неуклонно поднимать учётную ставку.
3 февраля 2010 года Берлускони во время своего визита в Израиль выступил с речью в Кнессете — израильском парламенте: это был первый случай, когда глава Итальянского Совета говорил перед израильским парламентом. Перед выступлением Берлускони премьер-министр Израиля Биньямин Нетанияху рассказал, как итальянская женщина во время Второй мировой войны не позволила германскому полицейскому арестовать еврейку в поезде, пригрозив, что пассажиры расправятся с ним. «Эту храбрую женщину звали Роза, а один из её детей — Сильвио Берлускони, которого мы имеем честь принимать сегодня», — сказал он. Эта история стала известна в Израиле из воспоминаний детства самого Берлускони.
14 октября 2011 года парламент Италии с незначительным перевесом отклонил вотум недоверия Берлускони. Голосование проходило на фоне тяжёлого экономического положения Италии и связанного с этим понижения суверенного кредитного рейтинга мировыми рейтинговыми агентствами. В это же время в стране начали широко обсуждаться скандалы вокруг личной жизни Берлускони: обвинение его в оплате сексуальных услуг несовершеннолетней, подкупе и злоупотреблении служебным положением. Правительство устояло менее чем на месяц, поскольку ситуация вокруг Берлускони и в политическом, и в личном плане продолжала усугубляться.

#### Берлускони и кризис еврозоны
Кризис в еврозоне совпал с внутриполитическим кризисом в Италии, связанным с неспособностью председателя совета министров Сильвио Берлускони справиться с экономическими и финансовыми трудностями. Успешный предприниматель и миллиардер, создавший мощную медиаимперию, Берлускони оказался неспособен обеспечить Италии обещанное процветание и политическую стабильность. Можно с уверенностью сказать, что Берлускони, в конечном счёте, стал жертвой собственного популистского курса, главной целью которого было лишь сохранение властных позиций. Вся его активность была направлена на создание собственной партийной и политической опоры, которая в дальнейшем позволила бы ему без риска провести в жизнь непопулярные реформы, так часто приводившие к отставке левоцентристские правительства. Он оставил страну с рекордно высоким государственным долгом, разбухшей бюрократией, в обстановке политической неопределённости, ускоренного обеднения среднего класса с фиксированными доходами и незавершённости общей институциональной реформы (в Италии её называют Великой реформой).
Подоплёка кризиса еврозоны, оказавшегося особо чувствительным для Италии, Греции и Испании, состояла в том, что евро, как единая европейская валюта, изначально плохо подходила странам Южной Европы с их более слабой экономикой — в сравнении с индустриально сильной Германией, которая от всех требовала жёсткой экономии. К лету 2011 года эта проблема достигла апогея. В разгар кризиса еврозоны лидеры Германии и Франции сомневались в способности кабинета Берлускони справиться с проблемами итальянской экономики и провести требуемые реформы. Ещё в конце июля Deutsche bank продал 88 % итальянских государственных облигаций, его вложения в 8 млрд евро сократились до 1 млрд, что было расценено как знак недоверия международных инвесторов правительству Берлускони. Долговое бремя Италии (2 трлн евро) было тяжёлым. В июне 2011 года Италия выплачивала по долгосрочным казначейским облигациям на 1,5 % больше, чем Германия — спред составлял 150 пунктов, к августу спред поднялся уже до 500 пунктов (выше 5 %), что было чревато для устойчивости зоны евро. В этот момент Европейский центральный банк начал использовать право скупки долговых обязательств Италии (чтобы не отсекать её от финансовых рынков) в качестве рычага влияния на правительство Берлускони. Председатель ЕЦБ Жан-Клод Трише направил итальянскому премьеру требование неотложно принять ряд экономических мер, урезать расходы, провести через парламент необходимые законы и серию реформ (совсем не тех, что собирался делать Берлускони), чтобы достигнуть сбалансированного госбюджета Италии за 24 месяца, что было практически неосуществимо. Только в этом случае европейский Центробанк продолжил бы покупать итальянские долговые бумаги, поддерживая кредитный рейтинг Италии. В противоположном случае цена кредитов для Италии бы резко подскочила.
К сентябрю 2011 года кабинет Берлускони стал принимать срочные меры экономии и столкнулся с массовыми акциями протеста на улицах Италии, однако кредитный рейтинг страны продолжал опускаться. Глава МВФ Лагард вслед за президентом Франции Саркози всюду распространялась, что никто больше не доверяет Италии. В ходе кризиса в прессу попала утечка, что взвинченный Берлускони в частном разговоре с приятелем по телефону эмоционально обозвал канцлера Меркель (которой он прежде дарил дорогие ожерелья и браслеты) «жирножопой стервой», за что журнал «Der Spiegel» назвал Берлускони «хамом и мужланом», а сама Меркель разозлилась и обиделась. Вскоре Меркель публично поддержала инвесторов в их требовании от правительства Берлускони более высокой процентной ставки по итальянским долговым обязательствам. 23 октября на саммите Евросоюза Меркель и Саркози возложили на Берлускони ответственность за кризис еврозоны, публично унизили итальянского премьера на пресс-конференции, высмеяв его неспособность держать обещания, провести нужные реформы и сократить расходы. Впоследствии выяснилось, что Меркель в те дни в конфиденциальных телефонных разговорах с президентом Италии Наполитано обсуждала возможность смещения Берлускони, а сам Наполитано уже пообещал место премьера Марио Монти, который, как заверили Европу, выполнит все взятые на себя Италией обязательства.
3-4 ноября 2011 года на саммите Большой двадцатки в Каннах, по словам тогдашнего министра финансов США Тимоти Гайтнера, при участии президента Франции Саркози и канцлера Германии Меркель развернулась международная интрига с целью «свержения» правительства Берлускони. На саммите «двадцатки» в Каннах предполагалось при участии США уговорить Берлускони взять превентивный кредит МВФ размером в 75-80 млрд евро (что было каплей в море на фоне 2 трлн евро имеющегося у Италии долга). Однако Берлускони наотрез отказался, понимая, что приняв эту помощь МВФ, он лишится остатков доверия в Италии, а само государство фактически утратит суверенитет и впадёт в зависимость от международных кредиторов, которые далее уже станут навязывать любые условия, включая «шоковую терапию». Поддержал Берлускони и сопровождавший его министр финансов Дж. Тремонти: «Я знаю более красивые способы покончить с собой, чем попросить о помощи МВФ». Вместо этого Берлускони заверил, что Италия согласна с планами Европейской комиссии о проведении реформ, нацеленных на экономию, дал согласие, чтобы делегация МВФ каждые 3 месяца контролировала в Риме ход реформ. Это было последнее крупное решение Берлускони в качестве премьер-министра Италии.

#### Отставка
Вечером 12 ноября 2011 года, после серии скандалов, вызвавших судебное преследование, и на фоне серьёзных финансово-экономических трудностей Берлускони под давлением президента Италии Джорджо Наполитано ушёл в отставку. После вручения президенту прошения об отставке Берлускони покинул Квиринальский дворец через боковую дверь, чтобы избежать общения с прессой и толпой ликующих итальянцев. Собравшиеся в центре Рима восприняли известие об отставке Берлускони с криками радости
К моменту отставки правительства Берлускони дефицит бюджета Италии составлял 4,6 % от ВВП, по этому показателю он был почти равен бюджетному дефициту Германии (4,3 %) и был меньше, чем аналогичный показатель в Великобритании и Франции. Частный (или корпоративный) долг Италии на 2011 год составлял только 42 % от ВВП, это значительно меньше, чем частный долг Франции или Великобритании (103 % от ВВП). По совокупности частного и государственного долга ситуация в Италии на момент отставки Берлускони была намного благоприятнее, чем в Испании, Франции, Бельгии, Португалии, Греции. Единственная страна в Евросоюзе, которая по совокупному долгу занимала лучшие позиции, — Германия. Однако объём государственного долга Италии к уходу Берлускони увеличился почти до 120 % ВВП, а темпы экономического роста в Италии более чем десять лет до его отставки оставались ниже, чем в среднем по Евросоюзу.
За 722 дня деятельности второго правительства Берлускони, спред между стоимостью долгосрочных бонов итальянского казначейства и десятилетних федеральных казначейских обязательств ФРГ вырос с показателя 30,5 пунктов до 43,3, а за 3 года, 6 месяцев и 8 дней существования четвёртого правительства Берлускони достиг цифры 522,8. За неделю до окончания полномочий правительства, 9 ноября 2011 года, этот показатель равнялся 550,1 пунктов, что являлось абсолютным рекордом и стало свидетельством катастрофического снижения уровня надёжности итальянской финансовой системы.
По словам Берлускони, за всю карьеру премьер-министра он провёл в Италии 46 реформ в области экономики.
Политические соперники Берлускони много раз обвиняли его в многомиллионных тратах на подкуп депутатов, что неоднократно помогало кабинету Берлускони избегать при решающих голосованиях вотумов недоверия, чреватых отставкой его правительства. Накануне одного из таких голосований около 10 членов Палаты депутатов без внятных мотивировок поменяли свою позицию в пользу Берлускони. В 2013 году сенатор Серджо де Грегорио, внезапно вышедший в 2006 году из противостоящей премьер-министру коалиции левоцентристов, утверждал, что Берлускони заплатил ему за это 3 млн евро.

### Отношения с Россией
Итальяно-российские отношения занимали важную роль во внешней политике Берлускони. Познакомившиеся в июле 2001 года на саммите «восьмёрки» в Генуе, Берлускони и Путин сразу прониклись друг к другу взаимной симпатией и уважением. По мнению ближайшего помощника Берлускони Валентино Валентини, который сопровождал шефа почти на каждой его встрече с президентом России, Путину понравилось, что Берлускони первым делом стремится установить личный контакт с партнёром по переговорам и лишь затем переходит к деловому обсуждению. Только за первые 19 месяцев личного общения (до зимнего ужина в резиденции «Русь» в Завидово в феврале 2003 года, накануне вторжения коалиции в Ирак) Берлускони и Путин совершили друг к другу 8 официальных и рабочих визитов, не считая летнего приезда Путина с дочерьми на виллу Чертоза в Сардинии и ежегодных неформальных поездок Берлускони в Подмосковье на день рождения российского лидера. С 1994 года, когда Берлускони впервые стал премьером, до 2013 года товарооборот между Италией и Россией вырос с 4,4 млрд долларов до 53, то есть более чем в 10 раз, в этом есть значительная заслуга Берлускони, который (с перерывами) был премьером до ноября 2011 года. Дружба Берлускони и Путина, по экспертным оценкам, позитивно повлияла на итальянскую экономику, стимулировала развитие бизнес-сотрудничества между итальянскими и российскими компаниями
Берлускони много раз выступал в поддержку Путина по проблемам Чечни и соблюдения прав человека в России, настойчиво оправдывал российскую аннексию Крыма и войну в Донбассе, что навлекло на Берлускони критику международного сообщества на Западе, а также итальянской оппозиции; оппоненты даже называли Берлускони «рупором Путина». В период четвёртого премьерства внимание мировой прессы привлекло необычное влияние на Берлускони со стороны Путина и особые отношения, сложившиеся между двумя лидерами. Ещё в 2010 году Берлускони получил репутацию «посла Путина» в Европе, газета Le Monde отмечала переплетение дружеских и коммерческих интересов Берлускони и Путина, что, в частности, нашло отражение при заключении российско-итальянских газовых контрактов. Комментаторы указывали, что оба премьер-министра напрямую связаны между собой и контролируют важнейшие ресурсы своих национальных экономик; при этом в использовании ресурсов Берлускони и Путин «руководствуются не только соображениями рентабельности и коммерции». Русская служба Би-би-си цитирует американскую дипломатическую депешу, опубликованную Wikileaks, которая утверждает, что Берлускони в бытность премьер-министром легко уступал России в вопросах большой политики, старался «любой ценой быть в милости у Путина и нередко выражал мнения, прямо подсказанные ему Путиным». Отмечалось также, что Берлускони импонирует «мачистский, волевой и авторитарный стиль Путина», и непременным атрибутом встречи Сильвио и Владимира является обмен ценными подарками.
В секретной дипломатической депеше американского посла в Италии Рональда Спогли в конце января 2009 года отмечалось, что отношения Берлускони с Путиным ближе, чем с кем-либо из мировых лидеров, а «во время войны в Грузии Берлускони и Путин разговаривали каждый день на протяжении целой недели». Дипломат утверждал, что Берлускони на нефтегазовых контрактах с Россией нажил огромное состояние. Ключевой фигурой оперативного посредника между Путиным и Берлускони назывался его особо доверенный советник и член парламента Италии Валентино Валентини, которого Берлускони часто брал с собой на встречи с мировыми лидерами. Утверждалось, что Валентини, свободно владеющий русским языком, обходясь вследствие этого без помощников и секретарей, выезжал в Москву несколько раз в месяц и непосредственно представлял бизнес-интересы Берлускони в России. Сам Берлускони в 2015 году отрицал какие-либо деловые отношения с Путиным в период премьерства, поясняя, что вместе они лишь регулярно отдыхали, поскольку доверительность и личное взаимопонимание являются «отправной точкой при выборе внешней политики». Путин вспоминал «душевную атмосферу и домашний уют», сопровождавший их встречи с Берлускони в Италии, характеризовал «друга Сильвио» как гостеприимного, хлебосольного, удивительно интересного, хотя и прямолинейного человека с «очень привлекательной политической программой».
В ноябре 2011 года, накануне известия об отставке Берлускони Владимир Путин назвал итальянского премьера «одним из последних могикан европейской политики», а в 2015 году — своим «другом и союзником».

#### Мнения о событиях на Украине (с 2022)
После вторжения России на Украину, в апреле 2022 года Берлускони заявил, что «глубоко разочарован и расстроен поведением Владимира Путина, который взял на себя очень серьёзную ответственность перед миром» и возложил на Россию вину за резню в Буче и других городах Украины. В июне он уже отметил, что разная реакция стран мира на события на Украине показала «горькую реальность» и обособленность западных стран от остальных государств, которые в основном не присоединились к ограничительным мерам против России. Он же заявил об изолированности России от Запада и изолированности Запада от остального мира.
В сентябре того же года в телевизионном интервью он изложил своё понимание планов Владимира Путина на Украине: он ожидал, что после ввода российских войск и их продвижения к Киеву произойдёт смена руководства Украины и уход антироссийски настроенных политиков, однако россияне столкнулись с ожесточённым сопротивлением, подпитываемым оружием всех видов из стран Запада. В октябре он выступил за то, чтобы Запад прекратил поставлять Украине военную помощь и выделил деньги на восстановление разрушенных городов, а также назвал Владимира Путина «человеком мира».
12 февраля 2023 года Берлускони заявил, что не стал бы встречаться с Зеленским, назвав его ответственным за гибель украинцев и разрушения. По словам политика, если бы Зеленский не атаковал республики Донбасса, войны бы не было. Берлускони также призвал США оказать давление на Зеленского и пообещать масштабную программу экономической помощи, если Украина согласится на немедленное прекращение огня.

### Возвращение в политику (2011—2023)
После своего ухода из политики, как сообщил Forbes 8 декабря 2012 года, Берлускони объявил о том, что он не хочет повторно избираться на пост Председателя Правительства Италии, но вынужден пойти на такой шаг «из-за того, что другого лидера нет». Однако некоторые политические деятели в Европе и представители руководства ЕС скептически высказались в отношении политического будущего Италии с участием Берлускони.
В результате парламентских выборов в Палате депутатов большинство получила левоцентристская Демократическая партия Пьера Берсани, отрыв от правоцентристской коалиции Берлускони оказался минимальным — 125 000 тыс. голосов, но благодаря закону Кальдероли, принятому в 2005 году, Демократическая партия автоматически обеспечивает себе абсолютное большинство. В Сенате, набрав 31,63 % голосов избирателей, Берсани завоевал 121 место, Берлускони, получивший 30,71 % голосов, 117 мест. В правительстве Летты, которое поддержал Берлускони, правоцентристской коалиции принадлежало 5 мест.
В ноябре 2013 года партия «Народ свободы», поддержавшая после парламентских выборов 2013 года правительство Летта, распалась. Воссозданная Берлускони партия «Вперёд, Италия» ушла в оппозицию, а Новый правый центр его бывшего соратника Анджелино Альфано остался в правительстве.
В ноябре 2013 года, когда Берлускони был уже в отставке и осуждён итальянским судом, Путин, находившийся в Риме с государственным визитом, посетил старого друга в его доме в частном порядке, причём демонстративно сделал это перед встречей с действующим премьер-министром Э. Летта.
В марте 2014 года кандидатура Берлускони была предложена зампредом Еврокомиссии А. Таяни в качестве посредника между Евросоюзом и Россией по крымскому вопросу.
В мае 2014 года в интервью газете Die Welt Берлускони заявил, что относится с пониманием к провозглашению независимости Донецкой Народной Республики и Луганской Народной Республики, а также предупредил, что если Россия будет снова политически изолирована, то она переориентируется на Азиатско-Тихоокеанский регион.
11 сентября 2015 года Берлускони приехал из Сочи в Крым и в первый день поездки посетил вместе с президентом России В. В. Путиным итальянское военное кладбище в Севастополе времён Крымской войны. 17 сентября 2015 года Служба безопасности Украины запретила Берлускони на три года въезд в страну, расценив данную поездку как нелегальный въезд на территорию Украины (поскольку Берлускони приехал в Севастополь, не пройдя украинский пограничный контроль).
В январе 2018 года 81-летний Берлускони вновь активизировался в связи с намеченными на март парламентскими выборами, на которые его партия пошла в коалиции с «Лигой Севера» и «Братьями Италии». Согласно социологическим опросам, на фоне недовольства электората левоцентристским кабинетом Ренци и Джентилони (которые 4 года следовали в фарватере Евросоюза) коалиция Берлускони, объединяющая также и сторонников выхода из Еврозоны, претендовала на большинство в парламенте, что давало возможность предложить кандидатуру председателя правительства. Сам Берлускони из-за судимости по делу Mediaset был не вправе баллотироваться и занимать государственные должности, однако, по мнению политологов, он мог сыграть в коалиции роль идеолога и «серого кардинала». В телеинтервью Берлускони пообещал повысить пенсии с минимального уровня 536 евро до 1000 евро, а налоги работающих, достигающие в Италии половины зарплаты, снизить до 20 %. 4 марта 2018 года коалиция с участием партии Берлускони заняла первое место, набрав 36 % голосов на выборах в Сенат и Палату депутатов, но после самых долгих в итальянской истории коалиционных переговоров только 1 июня 2018 года было сформировано правительство Конте, основанное исключительно на союзе Лиги Севера и Движения пяти звёзд, категорически отказавшегося от сотрудничества с партией «Вперёд, Италия».
После судебной реабилитации в мае 2018 года Берлускони вновь получил право баллотироваться на любые посты.

### В Европарламенте (2019—2022)
По итогам европейских выборов 26 мая 2019 года партию «Вперёд, Италия!» поддержали менее 10 % избирателей, но Берлускони, возглавлявший партийные списки во всех регионах, за исключением центральных, прошёл в Европейский парламент.

### Возвращение в Сенат Италии (2022—2023)
26 сентября 2022 года победил на выборах в Сенат от избирательного округа Монца.
12 октября 2022 года, почти через девять лет после лишения мандата из-за судимости, Берлускони зарегистрировался в качестве члена Сената Италии XIX созыва.
21 октября 2022 года лидер партии «Братья Италии» Джорджа Мелони представила президенту Италии Серджо Маттарелле список министров нового правоценристского правительства, в которое вошли пять представителей партии «Вперёд, Италия». Глава государства с ним согласился и назначил приведение к присяге на 22 октября (Берлускони остался вне Кабинета).

## Политические взгляды, идеология и концепции партстроительства
Концепция политической программы Берлускони сформулирована в 1994 году в период становления его правоцентристской партии Forza Italia! (Вперёд, Италия!). Новаторская идея состояла в том, что в основе партстроительства Берлускони лежала личная харизма лидера партии, в ней избирателям предлагалось видеть локомотив решения кризисных проблем в итальянской экономике. Изнутри партия базировалась на автократических методах руководства, однако внешне партия и её программа были плюралистичны, привлекательны для итальянцев, имеющих различные политические взгляды, при этом объединяла всех сторонников и симпатизантов консолидирующая фигура лидера — Берлускони. В каждом регионе Италии партия была представлена региональными вожаками, при этом сам институт представительства рассматривался как один из главных приоритетов партии. Структура партии не следовала ни одной конкретной или типовой организационной модели, но обладала необходимой гибкостью, изменяясь на каждом новом этапе своего развития в зависимости от потребности общества. Уникальные качества партии Forza Italia!, сочетание гибкости и приспособляемости к меняющейся ситуации — с централизацией, характеризовалась итальянскими политологами как Berlusconi’s personal party (личная партия Берлускони). Успех партии в обществе, её длительное существование и конкурентоспособность в решающей мере зависели не столько от предприимчивости и энергии партийных активистов, сколько от личности лидера — Сильвио Берлускони, имя которого стало общенациональным брендом, знаком качества в итальянской политике.
Характерные особенности партийного строительства Forza Italia! состояли в том, что партия является продуктом её лидера Берлускони, а не он продуктом партии; партийные связи ориентированы на предводителя. Лидер доминирует в партии прежде всего в части выдвижения ключевых региональных функционеров, кандидатов на выборах всех уровней и в состав правительства. Идеология правоцентристской партии формировалась при участии бывших христианских демократов, либералов и социалистов. Идеологический фундамент партии Берлускони сочетал в себе либертарианство в социал-демократии (так называемый «либеральный социализм» в Италии), а также постулаты католического социального учения и социальной рыночной экономики. Ряд политологов рассматривают идеологию партии Берлускони как интегральную смесь «либерализма» и «демократического популизма», синтез, а в некоторых случаях — слияние различных политических концепций и традиций: от либерального католицизма к социальному консерватизму, от реформистского социализма к экономическому либерализму. Благодаря этому идеологическому синтезу, граничащему с эклектикой, электоральная база партии Берлускони достаточно неоднородна, случались в ней и идеологические разногласия, однако всё это с лихвой окупалось многочисленностью электората. Избиратели с промышленно развитого севера Италии обычно поддерживали оригинальную линию либертарианства, избиратели с аграрного юга в большей степени — государственническую линию.
Forza Italia! в концепции Берлускони презентовала себя как новая общенациональная партия, не имеющая связей с правительствами Первой Республики, но вместе с тем являющаяся наследницей общепризнанных и ценных политических традиций Италии — христианской демократии, социал-демократии, либерально-республиканского направления. Партия Берлускони декларировала себя как либеральная, но ни в коем случае не элитарная. Сохраняя приверженность католическим ценностям, партия имела не конфессиональное, а светское лицо. Благодаря тонко и дальновидно продуманному позиционированию партия Берлускони на протяжении двух десятилетий явила себя консолидирующей общество силой, сыграла уникальную роль в качестве моста между католиками и не-католиками, которые прежде исторически были разделёнными в политической системе Первой Итальянской Республики.
12 февраля 2023 года, общаясь с журналистами на избирательном участке в Милане в ходе региональных выборов, Берлускони заявил, что в качестве премьер-министра Италии никогда не стал бы общаться с президентом Украины Владимиром Зеленским, поскольку тот несёт ответственность за массовую гибель украинских военных и мирных граждан вследствие войны, которую мог предотвратить, прекратив удары по Донбассу.

### Стилистика в общении с электоратом
Берлускони имел особый талант общаться с электоратом, он ввёл в Италии новый политический язык и символы. В первой же избирательной кампании Берлускони предложил новые стандарты коммуникации между лидером и избирателями. Как и во многих странах с развитой демократией, в Италии было ранее принято: когда лидер выступает на митинге или перед прессой с речью, то его соратники и члены партийной верхушки стоят позади него сомкнутыми рядами, плечом к плечу, символизируя опору и поддержку единомышленников. Берлускони сразу отверг эти «старомодные построения» и выбрал позицию лицом к лицу с избирателями: «один микрофон — один человек». При этом Берлускони полагался только на себя, на свои знания, находчивость и эрудицию, будучи уверенным, что сможет ответить на любой каверзный опрос без подсказки товарищей, без резервирования возможности взять паузу и передать слово коллеге или ведущему, всюду сам исполнял роль «человека-оркестра». Партийные митинги Берлускони напоминали его зрелищные телешоу. Берлускони говорил с избирателями на простом, общедоступном, уличном итальянском языке, без красивых и усложнённых оборотов и без наукообразных терминов, предпочитал метафоры из семейной жизни, с использованием сексуализированного сленга, не допускал сослагательного наклонения. Весьма успешной оказалась манера Берлускони выбирать выражения — он делал это с изрядной долей импровизации и артистизма, «спонтанно, неосторожно, беспардонно и с юмором». Если Берлускони вдруг допускал «оплошность», то в большинстве случаев она была заранее обдумана и на деле оказывалась ловким экспромтом. Публика же воспринимала «оплошности», фиглярство или деланное «косноязычие» Берлускони как ещё одно убедительное подтверждение — он «один из нас». Рассуждая на остроактуальную тему налогов, Берлускони давал понять избирателям (у многих из которых было своё дело), что терпимо относится к различным хитростям. Берлускони, напрямую не говоря, что готов закрыть глаза на уклонение от уплаты налогов, предлагал итальянцам свободу по формуле «quello che gli pare» — делать всё, что хочется, особенно в части налогообложения. В 2008 году Берлускони уже прямо заявил, что «если налоги составляют от 50 до 60 %, то это слишком много, и практика избегания и уклонения от их уплаты оправдана». В том же году Берлускони добился отмены возмущавшего итальянцев налога на недвижимость, однако в целом налоги в Италии при премьере Берлускони увеличивались.
С 1994 года, чтобы смягчить отношение оппонентов, Берлускони и контролируемые им СМИ прибегли к игре слов, стали называть своих крайне правых союзников, неофашистов и «Лигу Севера», считавшихся политическими изгоями, — «умеренными правоцентристами» (moderati… centro destra). Поначалу это воспринималось в Италии как абсурд и бессмыслица, но под нажимом политической риторики Берлускони в обществе и прессе к этому постепенно привыкли.

## Нападение на Берлускони в Милане
13 декабря 2009 года Берлускони подвергся нападению во время раздачи автографов после воскресного митинга членов партии «Народ свободы». По словам очевидцев, стоявший неподалёку человек бросил в него сувенирную копию Миланского собора, Берлускони получил удар в лицо и упал. Имя нападавшего — Массимо Тарталья. После обследования медики установили, что у Берлускони расколоты зубы, сломан нос и серьёзно повреждена верхняя губа. В результате травмы он потерял много крови.
В ходе следствия Тарталья, с 18 лет страдающий психическим расстройством, написал премьеру письмо с извинениями, где называет свой поступок подлым и необдуманным, и выразил глубокое сожаление.
Между тем, как пишет газета La Repubblica, 42-летний итальянец рассказал следователям, что пошёл на такой шаг, так как был недоволен политикой главы правительства. Изначально в воскресенье в Милане Тарталья планировал встретиться с подругой, однако свидание сорвалось. Тогда итальянец решил пойти послушать выступление Берлускони. По пути в метро злоумышленник заметил машину председателя Совета министров, а подойдя поближе увидел и самого Берлускони. Речь премьера показалась ему возмутительной. Улучив момент, Тарталья бросил ему в лицо достаточно тяжёлую статуэтку миланского собора.
29 июня 2010 года судья Луис Савойя объявил что Тарталья не будет осуждён. Согласно заключению экспертизы, Тарталья в момент нападения действовал неосознанно, и его психологическое состояние не позволяет ему предстать перед судом. Берлускони не оспаривал решение суда и не требовал наказания обидчика. Дело было закрыто.
Со времени нападения Берлускони, страдавший увеитом, в ноябре 2014 года был госпитализирован в миланскую больницу San Raffaele с воспалением сосудистой оболочки глаза. Ранее политик также перенёс операцию по пересадке костной ткани для восстановления жевательных функций челюсти.

## Уголовное и гражданское преследование
По данным на конец 2016 года, в отношении Берлускони в Италии за всю его жизнь было возбуждено 61 судебное расследование и уголовное дело. Ему предъявлялись обвинения в связях с мафией, во взяточничестве, коррупции, отмывании денег, незаконном финансировании политических партий, подделке финансовых документов, налоговом мошенничестве, давлении на свидетелей, сексуальных контактах с несовершеннолетней и прочие. Большинство уголовных дел либо рассыпалось на стадии расследования, либо было прекращено за истечением срока давности или ввиду примирения сторон, либо завершались оправданием обвиняемого. Всего Берлускони был осуждён трижды, однако после всех апелляций окончательно остался в силе обвинительный приговор только за налоговые преступления. В связи с амнистией и преклонным возрастом Берлускони освобождён от тюремного заключения. По одному из самых резонансных и наиболее опасных для репутации политика делу о связи с несовершеннолетними Берлускони в апелляционной инстанции Милана был полностью оправдан.
Описывая в 2009 году проблемы с законом, сомнительные романтические приключения Берлускони и их влияние на политическую деятельность премьер-министра Италии, американский посол в Риме Дэвид Торн в своей дипломатической депеше в Вашингтон пришёл к выводу: «Секс-скандалы, уголовные расследования, проблемы в семье и финансовые сложности — всё это тяжело сказывается на здоровье Берлускони, на его политической карьере и способности принимать решения». С 1994 года, когда впервые стал главой правительства, Берлускони потратил на услуги адвокатов около 700 миллионов евро.

### Обвинения в наличии связей с мафией
Берлускони обвинялся в долголетнем сотрудничестве с сицилийской мафией Коза ностра.
19 мая 1992 года судья Борселлино дал интервью журналистам Жану Москардо и Фабрицио Кальви, в котором обвинил Берлускони в наличии связей с мафиозо Витторио Мангано при посредничестве Марчелло Делль’Утри (бывший сенатор от партии Вперёд, Италия, в 2014 году арестован в Бейруте и депортирован в Италию, где кассационный суд подтвердил его приговор к семи годам заключения за связи с мафией). Запись была показана только по спутниковому каналу RAI, через четыре дня после этого интервью был убит судья Фальконе, а 19 июля 1992 года — и сам Борселлино.
В 1997 году прокуратура Палермо прекратила расследование отношений Берлускони с Марчелло Делль’Утри, Витторио Мангано и другим мафиозо, Сальваторе Чина (Salvatore Cinà). В июле 1998 года Берлускони приговорили к двум годам и четырём месяцам лишения свободы за незаконное перечисление через офшор 6 млн евро на счёт своего давнего приятеля, экс-премьера Кракси, бежавшего в Тунис; в 2000 году этот приговор аннулирован в связи с истечением срока давности. Обвинения в связях с мафией вновь выдвигались против Берлускони в апреле 2015 года, когда бывший наёмный убийца мафии Кармело Д’Амико (Carmelo D’Amico) дал в суде Палермо показания в рамках дела о расследовании связей между государством и мафией, в которых назвал Берлускони пешкой в руках Марчелло Делль’Утри. В 2015 году возник новый скандал, когда сотрудничающий со следствием «пентито» Гаэтано Градо сделал заявления, что в семидесятые годы Мангано направлял миллиарды лир, полученных от торговли наркотиками, из Палермо в Милан, где их получал Делль’Утри и затем доставлял Берлускони, деньги инвестировались в его компании и, возможно, в проект «Милан-2». Итальянские следователи утверждали, что Марчелло дель Утри был посредником между мафией и Берлускони.

### «Дело Руби» и оргии на вилле Сан-Мартино
Судебные разбирательства вокруг Берлускони и Руби походили на театральное представление, однако миллиардеру пришлось несладко. Эта история сильно тяготила его и ставила под удар его карьеру. Дело было предано огласке в октябре 2010 года. Берлускони моментально стал посмешищем. Над ним насмехались половина европейских политиков, а по всему миру открывались «бунга-бунга» бары, от Москвы до Манчестера, от Берлина до Бали. Слова «бунга-бунга» крепко пристали к его имени, выставляя его кем-то средним между шутом и сексуальным маньяком… Судьи бесцеремонно передавали итальянской прессе показания свидетелей и записи телефонных разговоров, сделанные при помощи прослушивающих устройств. Они раскрыли информацию о том, что Берлускони щедро одаривал юных особ, мечтавших стать актрисами и моделями. Речь шла о десятке девушек с «бунга-бунга» вечеринок.
Ещё в 2009 году посол США в Италии Дэвид Торн в дипломатической депеше, адресованной в Вашингтон, отмечал, что Берлускони ведёт для главы правительства слишком фривольный образ жизни: часто ложится спать слишком поздно, любит ночные вечеринки, мало отдыхает и потому переутомлён. Упоминавшиеся вечеринки проходили в палаццо Грациоли в Риме, женщин на них присутствовало в четыре раза больше, чем мужчин. Внимание общественности привлекло необычное признание жены Берлускони Вероники Ларио о том, что её супруг «больной человек» и «состоит в связях с малолетними».
15 февраля 2011 года в миланском суде против Берлускони было открыто два судебных процесса по ускоренной процедуре. Премьер-министру предъявили обвинения в пользовании услугами несовершеннолетних проституток, а также в злоупотреблении служебным положением при освобождении из полицейского участка одной из них, Каримы эль-Маруг по прозвищу «Руби-сердцеедка». Берлускони пояснил, что хотел помочь девушке найти работу, потому что она рассказала «тронувшую его историю». По словам Каримы эль-Маруг, она получила от премьер-министра 7 тыс. евро, в то время как итальянские СМИ указывают на куда более крупную сумму — 150 тыс. евро, а также драгоценности, часы, машину, полученные от главы правительства в качестве подарков.
Наибольший размах в прессе получили обвинения Берлускони в организации оргий, известных под названием «бунга-бунга», которые он устраивал на своей вилле Сан-Мартино в Аркоре. В книге А. Фридмана, разрешённой к публикации самим миллиардером, упоминается, как итальянская пресса со ссылкой на свидетелей и опубликованные фотографии писала о причудливых сексуальных фантазиях Берлускони, получавших воплощение на гедонистических вечеринках «бунга-бунга». А именно — дефилирующие в сопровождении оркестра стриптизёрши, облачённые в костюмы монашек и медсестёр, садомазохистские игры, анальный секс, — и всё это хорошо оплачивалось устроителем званого ужина в ранге премьер-министра. Комментируя скандальную информацию, Берлускони заметил, что он «не такой большой затейник», а в распространившихся представлениях о нём много преувеличений. И вообще его неправильно поняли: «Это полный абсурд — подумать, что я мог заплатить за интимную связь с женщиной. Такого никогда не было в моей жизни. Я считаю это унизительным. Да, я люблю быть среди молодых людей, мне нравится их слушать, нравится окружать себя молодёжью».
В октябре 2012 года Берлускони в суде заявил, что гедонизм — это прежде всего философия, а не секс; что на гедонистических вечеринках, регулярно проводившихся на его вилле под Миланом, не было интима, обвинения в сексуальных связях с Руби (упоминалось о 13 свиданиях) также отрицал. Пояснил, что понятия не имел о том, что Руби ещё не исполнилось 18 лет, — в то время как она представилась 24-летней, «что было крайне похоже на правду». В 2015 году, давая интервью для книги о себе, Берлускони несколько сместил акценты: «Даже если секс и был, то заниматься любовью в частном доме — не преступление».
13 мая 2013 года прокуратура Италии потребовала для Берлускони шесть лет тюрьмы по «делу Руби». По мнению следствия, нет сомнений, что Берлускони использовал услуги несовершеннолетних проституток. За «вызволение» девушки из тюрьмы с использованием служебного положения обвинители просили пять лет, а за секс с несовершеннолетней за деньги — год, в сумме — шесть лет заключения. Также обвинение попросило для Берлускони пожизненного запрета занимать государственные должности. 24 июня 2013 года приговорён к 7 годам лишения свободы и пожизненному запрету занимать государственные должности по обвинениям в проституции несовершеннолетних и злоупотреблении служебным положением. В ноябре 2013 года миланский суд подтвердил законность приговора.
Однако адвокаты Берлускони продолжали подавать протесты, которые в конце концов были удовлетворены. 18 июля 2014 года Апелляционный суд Милана полностью оправдал Берлускони по этому делу, отменил все назначенные наказания в связи с недостаточностью улик и отсутствием состава преступления.
19 ноября 2015 года миланские прокуроры Тициана Сичилиано и Лука Гальо официально начали расследование против Берлускони по подозрению в подкупе на общую сумму 10 млн евро участников вечеринок «бунга-бунга» с целью склонить их к даче ложных показаний по «делу Руби».

### Налоговое дело
26 октября 2012 года приговорён к четырём годам лишения свободы за налоговые преступления. В тот же день суд уточнил, что осуждённый с учётом действия закона об амнистии от 2006 года должен отсидеть в тюрьме только один год. 8 мая 2013 года апелляционный суд Милана подтвердил приговор суда первой инстанции Берлускони к 4 годам лишения свободы и сокращением срока по амнистии (объявленной в Италии в связи с переполненностью тюрем) до одного года. 1 августа 2013 года Высший кассационный суд Италии оставил приговор в силе. Согласно итальянским законам, Берлускони из-за преклонного возраста будет отбывать годичное наказание под домашним арестом или на общественных работах. Одновременно кассационный суд отправил на пересмотр решение суда низшей инстанции о запрете Берлускони занимать государственные посты. В октябре 2013 года миланский суд запретил Берлускони занимать государственные посты в течение двух лет. С этого времени Берлускони впервые в жизни стал периодически испытывать приступы депрессии.
27 ноября 2013 года голосованием в итальянском сенате большинством в 192 голоса против 113 Берлускони был лишён сенаторских полномочий и парламентского иммунитета.
15 апреля 2014 года Берлускони определено место исполнения общественных работ по приговору за уклонение от уплаты налогов. Нести наказание ему следовало в католическом доме для престарелых с ограниченными возможностями в пригороде Милана Fondazione Sacra Famiglia («Святое семейство»). Там раз в неделю, по пятницам, экс-премьеру предстояло ухаживать за больными слабоумием и страдающими синдромом Альцгеймера. В течение двух лет судом ему было запрещено занимать государственные посты, в течение шести лет, до 2019 года, — баллотироваться на выборах. Берлускони был обязан ежедневно ночевать у себя дома и не покидать регион Ломбардия, в том числе ему было запрещено выезжать за границу.
12 мая 2018 года суд Милана вынес решение о полной реабилитации Берлускони по делу о налоговых нарушениях компании Mediaset, вследствие чего он выведен из-под действия «закона Северино» и вновь получил право занимать выборные должности.

### Дело Mondadori
В сентябре 2013 года Верховный суд Италии поставил точку в многосотмиллионном гражданском иске к Берлускони, рассмотрение которого в разных судебных инстанциях шло более 20 лет. В соответствии с постановлением суда семейная компания Берлускони Fininvest обязывалась выплатить Карло де Бенедетти, главному деловому конкуренту Берлускони, 494 млн евро в компенсацию ущерба. Было установлено, что ещё в 1991 году Fininvest незаконно получил контроль над издательским домом Arnoldo Mondadori Editore — посредством взятки судье, принявшему важное решение. По уголовному делу о преступном подкупе Берлускони был ранее оправдан (но был осуждён его адвокат, Чезаре Превити), однако открытый затем гражданский судебный процесс его противник выиграл. На возмещение крупного ущерба по иску ушли почти все наличные средства компании, что вызвало у Берлускони серьёзные финансовые проблемы.

### Лишение парламентской пожизненной ренты
9 июля 2015 года Берлускони был лишён по решению председателей обеих палат национального парламента пожизненной ренты. Поводом стал приговор по делу о мошенничестве принадлежащей Берлускони компании Mediaset.

### Дело Де Грегорио
8 июля 2015 года суд первичной инстанции в Неаполе назначил Берлускони наказание в виде трёх лет заключения по делу о взятке в 3 млн евро за переход в оппозицию сенатору Серджо Де Грегорио, избранному в 2006 году от входившей в победившую коалицию Проди партии «Италия ценностей», что позволило Берлускони развалить коалицию и снова стать премьер-министром. Приговор не вступил в законную силу. Учитывая, что срок давности этого дела истёк в октябре 2015 года, процесс, скорее всего, будет отправлен в архив, что полностью исключает возможность отбывания Берлускони назначенного наказания.

## Благотворительность
Крупнейшей благотворительной акцией Берлускони было пожертвование 10 млн евро в марте 2020 года в разгар наступления коронавируса COVID-19 в Италии на строительство высокотехнологичного госпиталя в Милане.

## Личная жизнь и увлечения

### Возлюбленные, жёны и дети
Берлускони официально был женат дважды. В первый раз Сильвио женился в 1965 году на Карле Эльвире Делль’Ольо, от первого брака у него двое детей — дочь Мария Эльвира, и сын Пьер Сильвио.
В 1980 году Берлускони увлёкся актрисой Вероникой Ларио, на которой женился в декабре 1990 года, брак продолжался фактически более 30 лет, окончательно расторгнут в феврале 2014 года. В ходе бракоразводного процесса Берлускони пытался снизить алименты с 3 млн евро в месяц в два раза, суд же исходил из того, что итальянское законодательство обязывает бывших мужей обеспечивать прежним супругам тот уровень жизни, к которому они привыкли в браке. От второго брака у Берлускони трое детей — дочери Барбара, Элеонора и сын Луиджи 30 августа 2019 года Берлускони одержал окончательную победу в бракоразводном процессе: Верховный суд подтвердил приговор апелляционного суда Милана, согласно которому Вероника Ларио должна вернуть бывшему мужу полученную после развода сумму в объёме 46 млн евро с процентами, которые оцениваются примерно в 15 млн. Старшие дети Берлускони оказывают отцу поддержку в управлении семейным бизнесом.
С 2011 года новой пассией Берлускони стала 28-летняя модель Франческа Паскале, которую в мировой прессе называли его невестой. Свадьба была намечена на июнь 2014 года в местечке Лакко Амено на острове Искья, однако в назначенное время сообщений об этом в прессу не поступило. По данным на август 2015 года, Паскале по-прежнему проживала вместе с Берлускони на его вилле Сан-Мартино.
5 марта 2020 года пресс-служба партии «Вперёд, Италия» официально объявила о разрыве Берлускони с Паскале, и в прессе появились публикации о новой предполагаемой невесте Берлускони — тридцатилетней уроженке Мелито-ди-Порто-Сальво в Калабрии Марте Фашина, избранной в Палату депутатов в 2018 году по списку партии «Вперёд, Италия» от 1-го избирательного округа Кампании (Неаполь). 21 марта 2022 года пара сыграла «символическую свадьбу» на «Вилле Гернетто» в Лезмо.
Сильвио Берлускони имел в Италии репутацию экстравагантного, любвеобильного, страстно увлекающегося человека. В 1977 году он получил звание «Кавалер труда», и с тех пор итальянцы дали ему рыцарское прозвище «Кавальери». По данным итальянской газеты La Stampa, после вынесения обвинительного приговора в августе 2013 года при его утверждении лишён звания, по данным Би-Би-Си, в марте 2014 года отказался от звания сам под нажимом членов ордена при судебном отказе в апелляции. Берлускони тщательно следил за своей внешностью: время от времени он садился на строгую диету, не скрывал от общественности, что сделал пластическую операцию по омоложению.
С 1978 года и до её ликвидации в 1981 году Берлускони состоял в масонской ложе P2 (Propaganda 2).

### Имущество
В 1973 году Берлускони приобрёл старинную виллу Сан-Мартино с поместьем площадью 73 га, находящуюся в 26 км к северу от Милана в городке Аркоре. Ландшафтное пространство виллы образует огромный, прекрасно ухоженный сад, украшенный скульптурами в стиле классицизма на мраморных постаментах. На вилле имеются конюшня, крытый бассейн, вертолётная площадка, мини-диснейленд и футбольное поле. Особняк постройки начала XVIII века, находящийся на фундаменте бенедиктинского монастыря XII века, включает в себя 70 залов и комнат (в том числе изысканная большая столовая, получившая известность как место проведения гедонистических вечеринок «бунга-бунга»). Роскошно обставленные внутренние помещения в избытке украшены картинами и гобеленами прошлых веков (начиная от эпохи Ренессанса до постмодернизма), оснащены новейшими техническими новинками и приборами в стиле эклектика, сочетающем старинное и современное. К дому примыкает часовня-усыпальница, где покоятся урны с прахом родителей Сильвио. «Это дом всей моей жизни», — характеризует виллу Сан-Мартино Берлускони, подчёркивая, что именно здесь он более 40 лет принимал все судьбоносные решения. Доминирующими идеями устройства и развития виллы являются красота, техническое совершенство, высокая степень автоматизации и культ наслаждений.
Берлускони постоянно жил в палаццо Грациоли в Риме и на вилле Сан-Мартино под Миланом. Всего, по данным итальянских СМИ, у Берлускони имелось более десятка вилл, в том числе на острове Антигуа и на Бермудских островах. В летний сезон Сильвио предпочитал отдыхать на вилле «Чертоза» (итал. certosa — обитель) площадью более 120 га на побережье Сардинии, где у него были водопады, семь бассейнов, кактусовый сад и искусственный вулкан. В августе 2015 года итальянская газета Corriere della Sera сообщала о намерении Берлускони продать эту виллу за 500 млн евро.
На вилле «Чертоза» проходили встречи бывшего итальянского премьер-министра со многими мировыми лидерами. В числе гостей этой виллы были Владимир Путин, который гостил на вилле «Чертоза» в 2003 и в 2008 годах, а также Тони Блэр. На этой же вилле, согласно информации итальянских СМИ, летом 2002 года по приглашению Берлускони отдыхали обе дочери Путина. Факт их приезда на каникулы подтвердил в 2014 году сам Берлускони, отметив в интервью для печати, что несколько раз проводил с Путиным выходные; при этом они общались не о политике, а об истории, архитектуре и влиянии итальянских зодчих на облик Санкт-Петербурга. Отношения с Путиным Берлускони охарактеризовал как «личную дружбу». Всего в России в «путинскую эпоху» Берлускони был около 30 раз, регулярно прибывал для участия в праздновании дня рождения российского лидера, в том числе на его 65-летие в 2017 году; о большинстве частных визитов в СМИ не сообщалось. Известно, что Берлускони в июне 2015 года с частным визитом вместе с Путиным посетил Горный Алтай, а в сентябре того же года — Крым (был первым экс-премьером государства «Большой семёрки», посетившим Крым после его присоединения к России).
В собственности Берлускони находится несколько авто класса «люкс». Находясь на посту премьера, политик предпочитал ездить на эксклюзивном бронированном седане Audi A8 Quattro (на 13 см длиннее обычного, весом 3,8 тонн), имеющем двигатель объёмом 4,2 литра и мощностью в 310 лошадиных сил. После отставки Берлускони передвигается и на Maserati Quattroporte № 2 серебристого цвета.

### Берлускони как певец и автор песен
В молодости Сильвио Берлускони работал певцом на круизном лайнере. Он утверждает, что оплатил свою учёбу в университете с помощью пения и игры на музыкальных инструментах на круизных судах.
Позднее он вернулся в музыку, но уже как автор слов песен на неаполитанском языке. В 2003 году он выпустил альбом сочинённых им любовных баллад Meglio ’na Canzone, проданный в количестве 45 тыс. копий.
В 2003 году к приезду Владимира Путина Берлускони написал песню «Я всегда думаю о тебе». Во время встречи Берлускони исполнил несколько неаполитанских песен: ’O Sole Mio, Torna a Surriento, I' te vurria vasa, арии из опер «Тоска» и «Турандот», а также «Я всегда думаю о тебе».
В 2006 году Берлускони выпустил второй альбом L’ultimo Amore («Последняя любовь»), который посвятил собственному 70-летию.
В 2011 году он выпустил свой третий альбом Il Vero Amore («Настоящая любовь») из 11 песен, в котором вновь выступил в качестве автора стихов (аранжировку для них подобрал друг Берлускони, исполнитель народных песен Мариано Апичелла).

### Состояние здоровья, смерть и похороны
В 2000 году официально был признан факт проведения Берлускони в 1997 году операции по поводу рака простаты. В 2006 году Берлускони потерял сознание в ходе встречи с молодёжью. Позднее, в том же году, посетил США, мотивируя свою поездку в беседах с журналистами желанием развлечься в Лас-Вегасе, хотя реальной целью поездки считается установка электрокардиостимулятора в кливлендской клинике (в 2015 году он повторил визит с целью замены аппарата). Тем не менее, бывший личный врач Берлускони Умберто Скапаньини (Umberto Scapagnini), умерший в 2013 году, назвал его «технически бессмертным».
7 июня 2016 года Берлускони был доставлен в миланскую больницу Архангела Рафаила из-за сердечного приступа. 10 июня его личный врач Альберто Дзангрилло (Alberto Zangrillo) объявил о необходимости срочной пересадки аортального клапана в ближайшие дни. 14 июня успешную четырёхчасовую операцию провёл руководитель отделения кардиохирургии клиники Оттавио Альфьери (Ottavio Alfieri).
30 сентября 2016 года Берлускони стало плохо на борту самолёта, направлявшегося в Нью-Йорк. По сообщению Альберто Дзангрилло, политик прошёл обследование в Пресвитерианском госпитале Нью-Йорка, по результатам которого из числа возможных причин происшествия были исключены проблемы сердечно-сосудистой системы, и был выписан 3 октября с рекомендацией оставаться под наблюдением врачей.
6 мая 2019 года выписался из миланской больницы Архангела Рафаила, где находился по поводу операции непроходимости кишечника. В вестибюле больницы заявил журналистам, что в определённый момент по-настоящему испугался и думал, что «завершил круг», но затем подтвердил намерение участвовать последние две недели в предвыборной европейской кампании, ограничившись только выступлениями на радио и телевидении.
2 сентября 2020 года был получен положительный результат сданного Берлускони теста на COVID-19. Он заявил, что чувствует себя хорошо и находится на карантине на своей вилле Аркоре. Тест был сдан после отдыха на Сардинии, от которого осталась видеозапись встречи Берлускони со своим другом Флавио Бриаторе без медицинских масок (Бриаторе также сдал положительный тест). Вечером 3 сентября из предосторожности помещён в миланскую больницу Архангела Рафаила под наблюдение врачей (положительные тесты на коронавирус сдали дети Берлускони — Луиджи и Барбара, а также подруга Марта Фашина). 4 сентября стало известно, что Берлускони диагностировано двустороннее воспаление лёгких. Пройдя курс лечения антибиотиками и антивирусными препаратами и сдав два отрицательных теста на коронавирус, 14 сентября выписан из больницы. Обращаясь к журналистам, Берлускони назвал всё случившееся «самым опасным испытанием в своей жизни».
14 января 2021 года личный врач Берлускони Альберто Дзангрилло сообщил прессе, что его подопечный, гостивший у дочери Марины в Шатонёф-Грас на юге Франции, по настоянию Дзангрилло прошёл обследование в кардиологическом центре Монако из-за некоторых проблем с аритмией. Спустя некоторое время Берлускони был вертолётом доставлен из Шатонёф-Грас в миланскую клинику Архангела Рафаила и провёл там 24 дня. 30 апреля вернулся на виллу Аркоре только после того, как по требованию медиков там была оборудована больничная палата с полным оснащением.
6 апреля 2023 года Берлускони доставлен в реанимацию больницы Архангела Рафаила и начал курс химиотерапии по поводу лейкемии. 19 мая был выписан из больницы.
9 июня 2023 года вновь был госпитализирован в Милане.
12 июня 2023 года скончался на 87-м году жизни в госпитале «Сан Раффаэло» в Милане от лейкемии.
Президент России Владимир Путин выразил соболезнования по поводу смерти Берлускони, назвав его политиком мирового масштаба.
Прощание с политиком прошло 14 июня в Миланском соборе.
Тело Сильвио Берлускони кремировано в расположенной в Алессандрии церкви-крематории «Панта Рей Валенсийский», а урна с его прахом захоронена в фамильном склепе в Аркоре, где в часовне покоятся останки его родителей и сестры.

### Завещание
Рассуждая о смерти, Берлускони сказал с присущим ему сардоническим юмором: «Какая досада, что все мы когда-нибудь умрём — а в мире останется ещё столько чудесного и прекрасного!». К весне 2015 года стоимость имущества Берлускони составляла около 8 млрд евро. Завещание Берлускони, составленное им при участии давнего друга и личного адвоката Никколо Гедини, содержится в тайне, но суть его Берлускони уже сделал достоянием общественности. Согласно распоряжениям, отданным детям и родственникам, после его кончины они вправе распродать всё имущество Берлускони, включая виллы, компании, акции и тому подобное. Сделать исключение и не продавать Берлускони просит своих наследников виллу Сан-Мартино в Аркоре, включая дом и поместье.
Итальянская Corriere della Sera в июне 2023 года оценила наследство Берлускони в примерно четыре миллиарда евро.
6 июля 2023 года завещание было оглашено: старшие дети — Марина и Пьер Сильвио получили в равных долях 53 % акций компании Fininvest.

## Награды

### Итальянские
Государственные
- Кавалер труда (1977)[235]. После прошения группы сенаторов к президенту Италии о лишении Берлускони ордена ввиду признания его виновным в уклонении от уплаты налогов[236], он сам отказался от звания в 2014 году[237], в связи с чем больше не является кавалером труда[238][239].

Династические
- Кавалер Большого креста Константиновского ордена Святого Георгия (2003, Бурбонский дом Обеих Сицилий)[240].

### Иностранные
- Кавалер Большого креста Национального ордена «За заслуги» (2000, Румыния)[241].
- Кавалер Большого креста ордена Заслуг (2001, Норвегия)[242].
- Кавалер Большого креста ордена Звезды Румынии (2002, Румыния)[243].
- Кавалер Большого креста ордена Заслуг перед Республикой Польша (2002, Польша)[244].
- Большой почётный знак «За заслуги перед Австрийской Республикой» в золоте с лентой (2002, Австрия)[245].
- Медаль Восточной Республики Уругвай (2003, Уругвай)[246].
- Компаньон почёта ордена Заслуг (2004, Мальта)[247][248].
- Гранд-офицер ордена Трёх звёзд (2005, Латвия)[242].
- Кавалер Большого креста ордена Инфанта дона Энрике (2005, Португалия)[249].
- Рыцарь ордена Пия IX (2005, Ватикан)[242].
- Орден «Стара планина» с лентой (2009, Болгария)[250][251][252].
- Орден короля Абдель-Азиза (2009, Саудовская Аравия)[253][254][255].

## Труды
- Silvio Berlusconi, Discorsi per la democrazia, 2ª edizione, Mondadori, 2001, ISBN 8804494204, ISBN 9788804494201. Google Books Архивная копия от 6 сентября 2014 на Wayback Machine
- Silvio Berlusconi, L’Italia che ho in mente: i discorsi a braccio, Mondadori, Milano, 2000, ISBN 8804481978
- Silvio Berlusconi, La forza di un sogno: i discorsi per cambiare l’Italia di Silvio Berlusconi, Mondadori, Milano, 2004, ISBN 8804497181
- Silvio Berlusconi, Verso il partito della libertà. L’identità, i valori, il progetto, Mondadori, Milano, 2006, ISBN 8804558393

## Продюсер
- «Средиземное море» (1991)

## В культуре
- 2018 — Лоро (итал. Loro, реж. Паоло Соррентино)[256]

## Увековечение памяти
11 июля 2024 года решением заместителя премьер-министра, министра транспорта, лидера партии Лига Маттео Сальвини имя Берлускони добавлено к официальному наименованию главного аэропорта Милана «Мальпенса».